# Madonna Pazzi

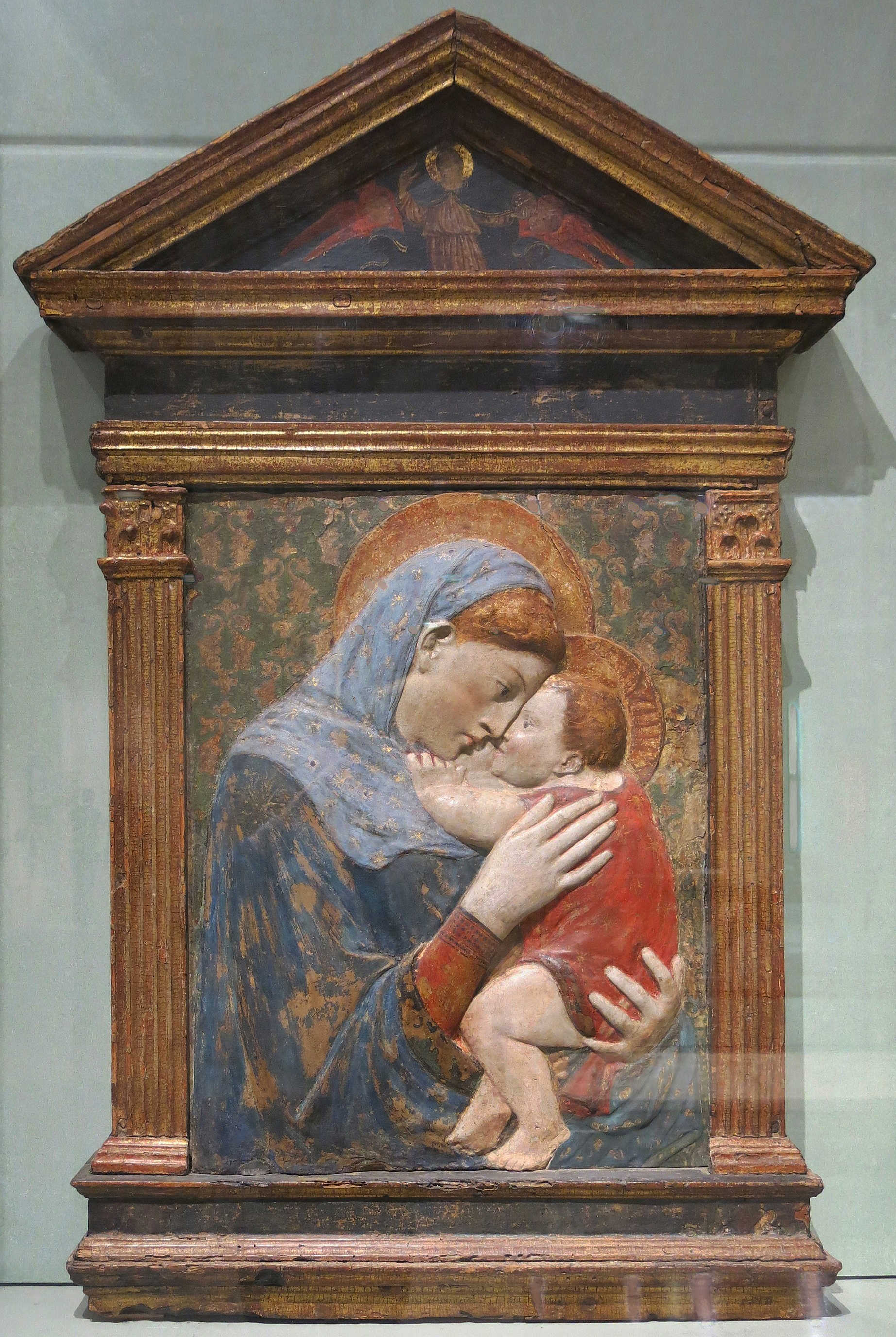
Exemplaire issu de son atelier, musée du Louvre.

La Madonna Pazzi (Madone Pazzi) est une œuvre de Donatello conservée aux  Musées nationaux de Berlin dans la collection de sculptures (Skulpturensammlung)  du musée de Bode.
Il s'agit d'un bas-relief marmoréen de forme rectangulaire de 74,50 x 69,50 cm  remontant vers 1420 ou aux années 1425-1430 environ.

## Histoire
L'œuvre est sculptée au début de sa collaboration avec Michelozzo. La figure eut un succès extraordinaire ; en fait plusieurs copies (même issues de son atelier) ou inspirations existent (comme la Madone Panciatichi de Desiderio da Settignano, vers 1460, Musée national du Bargello, Florence, la Madonna Orlandini...).
L'œuvre est acquise par Wilhelm von Bode en mars 1886 auprès du marchand italien Stefano Bardini. Elle arrive à Berlin brisée en une quarantaine de morceaux : aucune explication n'a pu être retrouvée à ce jour. Ce fait fit scandale en Italie. Il est toutefois certain que Bode voit l'œuvre à Florence en janvier 1886 en parfait état.

## Description
La Madona est représentée en buste avec l'Enfant-Jésus dans ses bras. Ils s'étreignent avec une intense intimité jusqu'à composer avec leurs deux visages un seul ensemble souligné aussi par l'ovale généré par le bras de l'Enfant, tendu affectueusement vers la mère.
Le bas-relief stiacciato est traité avec une extraordinaire virtuosité, comme démontre la souplesse presque tridimensionnelle des mains (en réalité épaisses de quelques millimètres). L'effet de  tridimensionnalité est aussi accentuée par le cadre qui a la forme d'un espace fermé perspectivement écrasé : ce détail révèle aussi un effet d'optique pour une vision vue d'en bas, ce qui confirme qu'il devait s'agir, sans doute, d'une commande pour une dévotion pratiquée essentiellement agenouillée.

## Analyse
Les deux personnages sont représentés privés d'auréoles, ce qui est non conventionnel au XVe siècle.

## Sources
- Catalogue en ligne des musées de Berlin (notice de Neville Rowley).

- (it) Cet article est partiellement ou en totalité issu de l’article de Wikipédia en italien intitulé « Madonna Pazzi » (voir la liste des auteurs).